# Schola Cantorum (Paris)

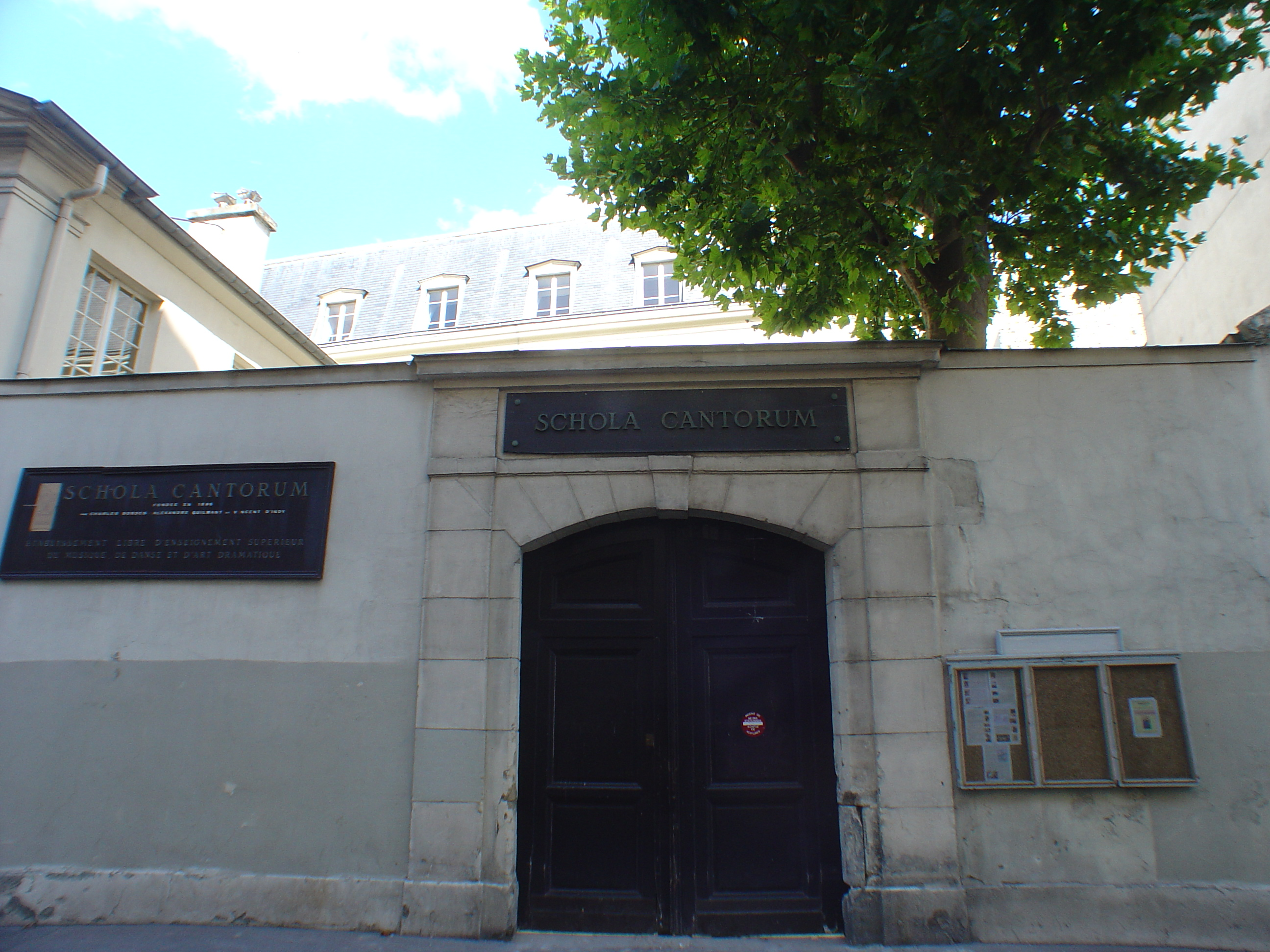
Schola Cantorum

Die Schola Cantorum ist eine private, 1896 eröffnete Musikhochschule in Paris. An ihrer Gründung war der französische Komponist Vincent d’Indy maßgeblich beteiligt.

## Geschichte
In der zweiten Hälfte des 19. Jahrhunderts konzentrierten sich die Lehrpläne des Conservatoire de Paris zunehmend auf die Oper, so dass „Sänger“ zunehmend gleichbedeutend mit „Opernsänger“, und „Komponist“ zunehmend gleichbedeutend mit „Opernkomponist“ wurde. Französische Komponisten, die ihren Schwerpunkt überwiegend auf Instrumentalmusik legten, wie etwa d’Indys Lehrer César Franck, taten sich schwer, im Pariser Musikleben Akzeptanz zu finden.
Die Schule wurde 1894 durch Charles Bordes, Alexandre Guilmant und Vincent d’Indy als Alternative zum Conservatoire de Paris gegründet und am 15. Oktober 1896 eröffnet. Zunächst übernahm Alexandre Guilmant, Organist am Conservatoire, die Leitung. 1900 löste ihn d’Indy ab, der bis zu seinem Tod 1931 ihr Direktor blieb.
Benannt wurde die Einrichtung nach dem gleichnamigen Chor am mittelalterlichen päpstlichen Hof. Die Schola bewirkte in Frankreich ein neues Interesse am Gregorianischen Gesang und der Musik des 16. und 17. Jahrhunderts.
Das Gebäude befand sich zunächst im Quartier Montparnasse und seit 1900 in einem umgebauten Konventsgebäude im Quartier Latin. Derzeit (Stand Mai 2022) ist Michel Denis Direktor.

## Absolventen
Zu den Absolventen zählen unter anderem Seth Bingham, Joseph Canteloube, Jean Daetwyler, Marin Goleminow, Paul Le Flem, Stefan Kagl, Joaquín Nin-Culmell, Adrien Rougier, Albert Roussel, Erik Satie, Déodat de Séverac, Alexander Steinert, Guillermo Uribe Holguín, Ahmed Adnan Saygun und Edgar Varèse.